# Алифиренко, Сергей Геннадьевич
Сергей Геннадьевич Алифиренко (21 января 1959, Кировакан, Армянская ССР) — советский и российский стрелок из пистолета, специализировавшийся на стрельбе из скорострельного пистолета с дистанции 25 м. Олимпийский чемпион 2000 года и бронзовый призёр Олимпиады 2004 года в личном первенстве по стрельбе из скорострельного пистолета на дистанции 25 м, семикратный чемпион Европы в разных дисциплинах (1997, 1999, 2001, 2003 и 2005 годы), чемпион мира 2006 года в командном первенстве по стрельбе из пистолета центрального боя, Заслуженный мастер спорта России (2000). Подполковник Вооружённых сил России (произведён 4 сентября 2000 года).
Самый возрастной олимпийский чемпион в истории России (41 год и 244 дня).

## Ранние годы
Сергей Геннадьевич Алифиренко родился 21 января 1959 года в городе Кировакан (ныне Ванадзор) Армянской ССР. Его дед и многочисленные родственники жили в Майкопе, однако позже разъехались по стране. Воспитывала мальчика мать. В детстве занимался разными видами спорта (в том числе самбо, боксом и фехтованием), а также посещал автомодельный кружок и любил мастерить стреляющие игрушки. Позже он заинтересовался стрельбой, начав посещать местные тиры и соревноваться за символические призы, а более серьёзный интерес проявился после встречи с приятелем, который на тот момент занимался год в стрелковой секции.
Сергей начал заниматься полноценно стрельбой в 1970 году в возрасте 11 лет, когда начался набор детей на базе спортивного общества «Динамо». Он неоднократно становился чемпионом Армянской ССР, а на Всесоюзной спартакиаде школьников 1976 года завоевал серебряную медаль, выбив 591 очко из 600 возможных (никто из стрелков Армянской ССР и независимой Республики Армения в дальнейшем этот результат не повторял). Он же на этом турнире выполнил норматив мастера спорта по пулевой стрельбе.
В 1976 году 17-летний Алифиренко стал выступать в составе юношеской сборной страны, перейдя позже в юниорскую и взрослую сборную. Его тренером в сборной был Владимир Алавердов, который нередко мог при всех разругать своих подопечных, только чтобы заставить их на эмоциях выступать лучше. Специализацией Сергея стала стрельба из скорострельного пистолета, поскольку, по его словам, эта проверка меткости и реакции была куда более интересным занятием, чем стрельба по одной мишени с долгим прицеливанием. Первый международный турнир, в котором участвовал Алифиренко, прошёл в Болгарии, и из-за волнения он не добился успехов. В дальнейшем его результаты улучшились, и он даже одержал ряд побед на всесоюзных соревнованиях, но крупных успехов не добился.

## Тренерская работа в Грузии
В пулевой стрельбе был введён ценз, согласно которому стрелок в 28 лет уже считался «ветераном»: для лиц моложе этого возраста ещё больше ужесточили требования, поставив ежегодную задачу или выполнять норматив мастера спорта международного класса, или попадать в призёры союзного чемпионата. В связи с этим в возрасте 25 лет Алифиренко оставил стрелковый спорт и уехал в Ленинград, поступив в Военный институт физической культуры: к тому моменту он отслужил срочную и сверхсрочную службу в армии, дослужившись до звания прапорщика. Окончив институт и получив звание младшего лейтенанта, Алифиренко встал перед выбором: распределиться в Подмосковье начальником стрельбища, уехать в Венгрию или в Тбилиси. Он остановился на последнем варианте и отправился в Грузию, где стал старшим тренером Закавказского военного округа в спортивном клубе армии в Тбилиси и начал готовить солдат-срочников и сверхсрочников для участия в армейских чемпионатах (а именно команду снайперов для участия в чемпионате сухопутных войск). На чемпионат Вооружённых сил СССР Алифиренко вывозил, по собственным словам, 22 человека (без учёта 8 судей и 5 тренеров). Всего он прослужил тренером 8 с половиной лет, а его общий армейский стаж в итоге достиг 35 лет.
В связи с распадом СССР и приходом в Грузии к власти Звиада Гамсахурдии в стране начались массовые антирусские выступления, а отношение к российским военным резко ухудшилось, и Алифиренко вынужден был покинуть Грузию. По его воспоминаниям, к нему в квартиру вламывались боевики с требованиями освободить помещение и объяснениями вида «семье русского офицера не место в нашем городе», однако не применяли грубую физическую силу только потому, что знали, кто именно проживает в квартире. Он отправил детей к родителям жены в Беларусь; ещё полгода оставался с женой в Тбилиси и только после того, как сократили штат спортивного клуба армии Закавказского военного округа, вынужден был уехать из страны: из своего дома Алифиренко уезжал под охраной четырёх автоматчиков, улетая военным бортом. Некоторое время он жил в Могилёве. Позже по распоряжению командующего Северо-Кавказским военным округом отправился в Ростов-на-Дону, где Сергею Геннадьевичу предложили должность тренера, но без личного жилья, и возможность соревноваться в стрелковом спорте и обещанием квартиры от армии в случае успеха. Второй вариант сподвиг Алифиренко на возвращение в спорт.
Согласно интервью 2000 года, Алифиренко говорил, что в 1990-е годы его пытались пригласить в грузинскую армию для подготовки стрелков, которые должны были участвовать в войне против Абхазии, однако он отказался наотрез, заявив, что у него есть друзья и в Тбилиси, и в Сухуми, а помогать им стрелять друг в друга он не намерен. В интервью 2004 года Алифиренко выражал уверенность в том, что никто из его подопечных, обученных снайперской стрельбе, не связывал свою жизнь с криминалом и не становился наёмным убийцей.

## Возвращение в стрелковый спорт
На возвращение Сергея Алифиренко в стрелковый спорт повлиял тот факт, что после распада СССР в стране становилось всё меньше сильных спортсменов в скоростной стрельбе. Он решил, что если будет упорно сражаться на турнирах, то сможет претендовать на место в сборной. Уже в 1994 году он стал выезжать на международные соревнования в составе сборной России, а в 1995 году наконец-то получил квартиру в Майкопе. Его тренером в сборной стал Георгий Гуляйченко, с которым они были знакомы с 1980 года. В том же 1995 году Алифиренко выступил на I Всемирных играх военнослужащих в Риме: незадолго до турнира он ехал из Майкопа в Москву, но его автомобиль перевернулся, в результате чего жена получила переломы рук, рёбер и таза, а Алифиренко сломал ребро. Несмотря на катастрофу, он всё же полетел в Рим на игры, а сборная России сумела выиграть золотые медали на соревнованиях по стрельбе из пистолета с 25 м.
С первого раза попасть на Олимпиаду у Сергея Геннадьевича не получилось. На чемпионате Европы 1995 года он не попал в финал, заняв 9-е место: по его словам, его уязвил соперник ещё в начале соревнований. Руководство сборной во главе со старшим тренером Олегом Лапкиным не поверило в Алифиренко и не приложило никаких усилий, чтобы попытаться помочь ему попасть в Атланту. Из-за этой неудачи он хотел прекратить спортивную карьеру и заняться другой работой, однако председатель спорткомитета Адыгеи Юсуф Джаримок отговорил спортсмена. Он предоставил полную финансовую поддержку стрелку, и в дальнейшем Сергей Геннадьевич стремился ездить на все международные состязания исключительно за счёт властей Адыгеи, не получая ни копейки от Олимпийского комитета России. На российских соревнованиях он представлял Спортивный клуб министерства обороны, а с 1994 по 2010 годы неоднократно становился чемпионом России.
В 1996 году Алифиренко стал призёром Кубка мира, что стало началом его успехов: в России он в дальнейшем становился победителем почти всех национальных турниров по скорострельной стрельбе, а на международных обязательно попадал в призы и иногда одерживал победы. Так, в 1997 году он выиграл с командой золотые медали чемпионатов Европы в стрельбе с 25 м из пистолета центрального боя и стандартного пистолета, а в 1999 году с командой завоевал «золото» в стрельбе с 25 м из пистолета центрального боя и бронзу в стрельбе из скорострельного пистолета. При этом у Сергея Геннадьевича сформировалась привычка: на огневом рубеже он нередко ругался в случае, если у него не шли дела, к чему привыкли и судьи. 

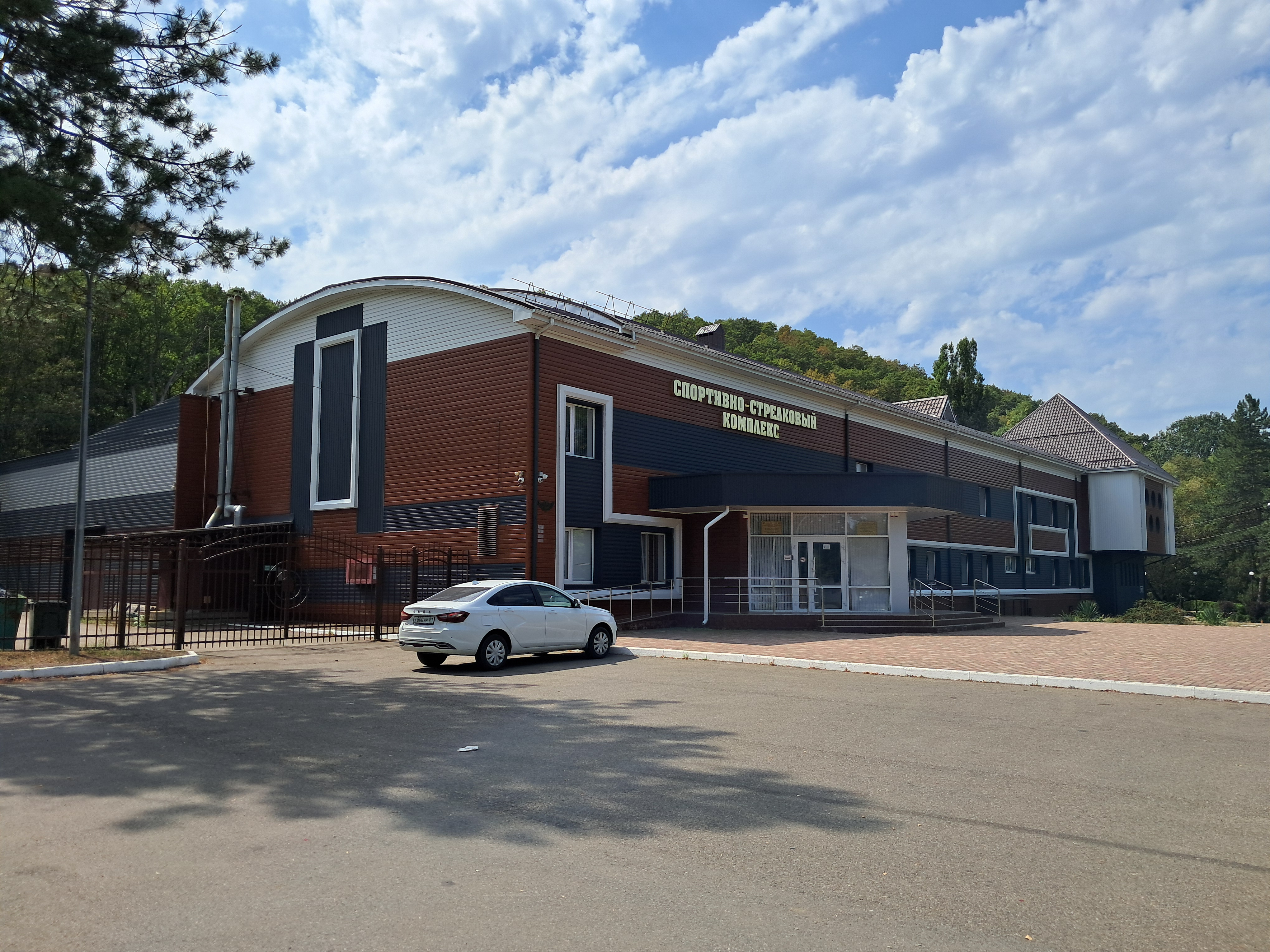
Стрелково-спортивный клуб им. С.Г. Алифиренко

Тренировки Алифиренко проводил в полуразрушенном тире в Майкопе, где не работали стрелковые установки, позволявшие мишеням двигаться: из-за этого он стрелял только по статичным мишеням. В 1998 году однажды ночью из-за сильного мокрого снега рухнул навес, и в течение последующих полутора лет стрелок тренировался под открытым небом.
Новый стрелковый тир был создан по лучшим мировым стандартам и назван именем Алифиренко С. Г.

## Победа на Олимпиаде в Сиднее
Вопрос о квалификации Сергея в сборную и выступлении на Олимпиаде в Сиднее в стрельбе из скорострельного пистолета на дистанции 25 м был решён ещё в 1999 году. Сергей начал усиленно тренироваться с намерением хотя бы дойти до финала, но рассчитывая с тренером Георгием Гуляйченко на завоевание хотя бы одной медали. Сам Гуляйченко из-за нехватки средств на Игры прибыть не смог, однако оставил Сергею письмо с просьбой вскрыть его в день начала квалификации, 20 сентября: в письме были советы и пожелания удачи на турнире. В апреле на предолимпийской неделе в Сиднее и в мае в Милане на турнирах по стрельбе с дистанции 25 м Алифиренко занимал второе место, проигрывая с большим отрывом чемпиону двух предыдущих Олимпиад немцу Ральфу Шуману: его постер даже висел в майкопском тире. Однако Шуман, выбивший 597 очков из 600 возможных в Милане, на играх в Сиднее плохо выступил в квалификации и занял только 5-е место: отсутствие возможности по-настоящему сразиться с Шуманом в финале «один на один» немного расстроило Сергея Геннадьевича, поскольку он всегда ценил победы над сильными спортсменами. 
По словам российского спортсмена, у него было всё хорошо с технической подготовкой, однако больная рука не позволила в итоге показать максимально возможный результат в Сиднее: он натёр мозоль рукояткой. При этом в квалификации, по его мнению, все стреляли очень плохо, слишком много раз выбивая «девятки»: при попадании с оценкой 9,9 баллов компьютер начислял 9 баллов, а не 10 (в квалификации десятые доли баллов не считались при определении результатов стрелка). Алифиренко в четырёх стрелковых сериях из пяти выстрелов 12 раз попадал в «девятку». В итоге сразу три человека — румын Юлиан Райча, швейцарец Мишель Ансерме и сам Алифиренко — набрали по 587 баллов и вышли в финал, хотя сам Сергей перед началом турнира рассчитывал на квалификационный результат в виде 592 очков. 21 сентября состоялся финал, в ходе которого Сергей Геннадьевич завоевал золотую медаль, выбив 687,6 очков по сумме квалификационного и финального этапов (100,6 очков в финале), а после официального объявления результатов поцеловал пистолет на глазах у публики: Алифиренко был единственным членом российской сборной в Сиднее, который использовал для стрельбы оружие российского производства. Из 20 спортсменов, представлявших Россию в Сиднее в 11 олимпийских видах стрельбы, только он стал олимпийским чемпионом, в качестве призовых получив 100 тысяч долларов США.

## Последующие выступления
В 2001 году на чемпионате Европы по стрельбе в Загребе Алифиренко завоевал две золотые медали, выиграв командные соревнования в стрельбе из скорострельного пистолета и пистолета центрального боя, а также серебряную медаль в командном первенстве по стрельбе из скорострельного пистолета. Через два года в Пльзене он завоевал титул чемпиона Европы в командном первенстве по стрельбе из стандартного пистолета и серебряную медаль в командном первенстве по стрельбе из скорострельного пистолета. Позже в Комитете по физкультуре и спорту Адыгеи ему стали заявлять о нехватке средств, и в 2004 году ему пришлось обратиться за финансовой поддержкой в Краснодарский департамент физкультуры и спорта, чтобы те обеспечили его перелёт в Москву и обратно. При этом Краснодарский край он не представлял никогда, поскольку для этого требовался официальный переезд в другой регион. В финале чемпионата России 2004 года он проиграл Сергею Полякову, хотя говорил, что ставил своей целью не победу, а попытку «поэкспериментировать и проверить в деле кое-какие наработки».
На игры в Афины Алифиренко отправился с твёрдым намерением выиграть вторую золотую медаль и догнать Ральфа Шумана по количеству наград. Алифиренко отставал в квалификации, выбив всего 294 очка в первой её части, однако во второй части собрался и выбил 298 очков из 300, выйдя в финал вместе с соотечественником Сергеем Поляковым. В финале он оказался на первой стрелковой установке, где были установлены дополнительные софиты для качественных телесъёмок, светившие спортсмену прямо в лицо и слепившие его (он попросту не видел мушку). Даже закрываясь козырьком кепки, Алифиренко не смог догнать ни победившего Шумана, ни соотечественника Полякова, а подать жалобу на условия стрельбы у него не было права. В итоге он стал бронзовым призёром Игр, выбив 692,3 очка. Призовые Алифиренко за медаль составили 10 тысяч долларов США от государства при том, что за предыдущую завоёванную золотую медаль на чемпионате Европы он получил 1500 долларов только благодаря спонсорской помощи Стрелкового союза России. В том же году он стал серебряным призёром финала Кубка мира, прошедшего в Бангкоке, в стрельбе из скорострельного пистолета с дистанции в 25 м.
После изменения правил соревнований в стрельбе из пистолета с 25 м, вступивших в силу 1 января 2005 года и связанных с изменением используемой модели пистолета, Алифиренко продолжил бороться за медали в этой дисциплине, добиваясь значительных успехов. В финале Кубка мира 2005 года в Мюнхене он завоевал золотую медаль, а на чемпионате Европы в Белграде не только завоевал золотую медаль, но и установил новый мировой рекорд. На чемпионате мира 2006 года в Загребе он стал бронзовым призёром в личном первенстве по стрельбе из скорострельного пистолета с 25 м, выиграв также две серебряные медали в командном первенстве по стрельбе из скорострельного и стандартного пистолетов с 25 м, а также став чемпионом мира в командном первенстве по стрельбе из пистолета центрального боя с дистанции 25 м.
9 мая 2007 года Алифиренко выиграл этап Кубка мира в Бангкоке по стрельбе из скоростного пистолета с дистанции 25 м. 15 июля того же года завоевал бронзовую медаль чемпионата Европы в той же дисциплине. На этапе Кубка мира 19 апреля 2008 года в Пекине Алифиренко завоевал золотую медаль, обыграв чемпиона мира 2006 года китайца Чжана Пэнхуэя и трёхкратного олимпийского чемпиона немца Ральфа Шумана: он показал лучший результат в квалификации и финале.

## Дисквалификация
14 июля 2008 года было объявлено, что Сергей Алифиренко войдёт в заявку сборной России из 15 человек на Пекинскую Олимпиаду. Алифиренко находился не в лучшей форме: он не прошёл олимпийский отбор, проиграл чемпионат России и Кубок России, а также показал неудовлетворительные результаты на контрольных стрельбах. Согласно главному тренеру сборной по пулевой стрельбе Олегу Лапкину, у Алифиренко были серьёзные проблемы со зрением — глаукома и повышенное внутриглазное давление, которые были выявлены ещё в декабре 2007 года. Тем не менее Стрелковый союз России заявил его в команду как олимпийского чемпиона, рассчитывая на то, что с помощью лечения Алифиренко восстановится к играм. Сам Алифиренко неоднократно говорил, что хочет взять вторую золотую медаль и догнать выигравшего в Афинах третью золотую медаль Ральфа Шумана, а в перспективе побороться и за победу на Олимпиаде в Лондоне.
Однако в самый канун начала Игр у Алифиренко была выявлена положительная допинг-проба: в его организме были обнаружены следы вещества «дексаметазон», употребление которого спортсменами было запрещено без наличия терапевтических исключений. 5 августа было объявлено, что вместо Алифиренко в сборной будет выступать Леонид Екимов, чемпион Европы 2008 года. Представители российской делегации и Стрелкового союза России заявили, что во время лечения Алифиренко были допущены нарушения антидопингового законодательства: Сергей Геннадьевич принимал дексаметазон, не имея терапевтического исключения.
Рассмотрение дела Алифиренко велось с 17 по 20 ноября на Административном совете Международной федерации спортивной стрельбы (ISSF). Федерация настаивала на двухлетней дисквалификации спортсмена, в то время как Стрелковый союз предлагал заменить реальное наказание условным с учётом смягчающих обстоятельств. 10 декабря 2008 года административным советом Федерации было принято решение о двухлетней дисквалификации спортсмена до 12 апреля 2010 года. Как сообщил Стрелковый союз России, для лечения глаукомы по причине халатности врачей использовался препарат «Бетоптик», содержащий запрещённые бета-блокаторы. Срок наказания не был сокращён, несмотря на то, что результаты допинг-теста показали незначительную концентрацию запрещенных препаратов.  В декабре 2008 года Алифиренко заявил, что лечивший его врач своевременно не оформила терапевтическое исключение для препаратов, а из-за последующей дисквалификации он впал в депрессию на два-три месяца. Более того, при повторном обследовании диагноз «глаукома» не подтвердился. 
По заявлению исполнительного директора Стрелкового союза России Александра Митрофанова, на время дисквалификации Сергею Геннадьевичу было решено доверить пост тренера сборной России с возможностью участвовать в последующем отборе на летние Олимпийские игры 2012 года. Тренерской работой Алифиренко занимался в майкопской школе высшего спортивного мастерства. Ещё в феврале 2004 года Алифиренко занялся организационной работой по обеспечению возможности подготовки стрелков в Майкопе, обсудив идею с президентом республики Хазретом Совменом. К работе планировалось подключить мэра Майкопа Николая Пивоварова, чтобы тот помог возвести новую стрелковую базу, однако процесс зашёл в тупик: старый тир решили снести под предлогом необходимости возвести аквапарк, а на новый тир не было денег, хотя федеральная программа развития детско-юношеского спорта предусматривала строительство нового тира.

## После дисквалификации
После дисквалификации Сергей Алифиренко участвовал в этапе Кубка мира по стрельбе в Белграде, проходившем с 26 июня по 4 июля 2010 года, и занял 12-е место в соревнованиях по стрельбе из скорострельного пистолета с дистанции 25 м. В 2011 году на этапе Кубка мира в Форт-Беннинге Алифиренко участвовал в розыгрыше олимпийских путёвок в Лондон. В том же году он участвовал в чемпионате Европы в Белграде, выступая в командном турнире по стрельбе из скорострельного пистолета, однако из-за того, что у Леонида Екимова патроны не прошли проверку (их скорость была ниже допустимой нормы), команда была дисквалифицирована; в личном первенстве он стал только 16-м. В мае 2012 года Алифиренко был включён в заявку сборной на этап Кубка мира в Милане, проходивший с 15 по 20 мая. 3 февраля 2014 года стал участником эстафеты Олимпийского огня в Майкопе.
В 2015 году Алифиренко занял 6-е место на Кубке мира, после чего решил завершить спортивную карьеру: причиной стали травмы локтя, полученные после двух аварий, которые давно влияли на результаты выступлений. Таким образом, Алифиренко окончательно вернулся к тренерской работе. В настоящее время он занимается подготовкой членов сборной России по пулевой стрельбе в Адыгее. Всего за свою карьеру только в личном первенстве Алифиренко завоевал 6 золотых, 7 серебряных и 8 бронзовых медалей.

## Семья
Супруга — Римма. С ней Сергей познакомился, когда ей было 6 лет, а ему 13; они поженились в Тбилиси. Воспитал троих сыновей — Максима, Вадима и Александра. Максим окончил Воронежский физкультурный институт, кафедру пулевой стрельбы, и стал тренером по стрельбе; Вадим занялся компьютерами, а Александр (род. 19 ноября 1991 года) также стал стрелком, начав свои тренировки в возрасте 12 лет. Изначально он занимался тхэквондо, рукопашным боем и прыжками на батуте, однако из-за того, что один из его братьев травмировался во время прыжков, Александр отказался от батута. До 2007 года отец не пускал его на соревнования, и в это время среди увлечений Александра появился картинг.
В 2011 году Александр выиграл золото чемпионата Европы среди юниоров в «коронной» дисциплине отца — стрельбе из скорострельного пистолета на 25 метров. Некоторое время он входил в топ-10 мирового рейтинга в этой дисциплине. К 2014 году в активе Александра было семь титулов чемпиона Европы, а в 2019 году он довёл число побед на чемпионате Европы до девяти. Александр имеет звание прапорщика Росгвардии.
Помимо стрельбы, Сергей Алифиренко следил также за боксом, называл восточную кухню своей любимой кухней, а лучшим напитком — майкопское пиво.

## Спортивные достижения
Олимпийские игры
- Чемпион: 2000 (скорострельный пистолет, 25 м)
- Бронзовый призёр: 2004 (скорострельный пистолет, 25 м)

Чемпионаты мира
- Чемпион мира: 2006 (пистолет центрального боя, 25 м, командное первенство)
- Серебряный призёр:
  - 1998 (пистолет центрального боя, 25 м, командное первенство)
  - 2006 (скорострельный пистолет, 25 м, командное первенство)
  - 2006 (стандартный пистолет, 25 м, командное первенство)
- Бронзовый призёр: 2006 (скорострельный пистолет, 25 м, личное первенство)

Кубок мира
- Победитель финала: 2005 (скорострельный пистолет)
- Серебряный призёр финала: 2004 (скорострельный пистолет)
- Победитель 4 этапов: 2003—2008 (скорострельный пистолет)
- Призёр 6 этапов: 1996—2007 (скорострельный пистолет)

Чемпионаты Европы
- Чемпион Европы:
  - 1997, 1999, 2001 (пистолет центрального боя, 25 м, командное первенство)
  - 1997, 2001, 2003 (стандартный пистолет, 25 м, командное первенство)
  - 2005 (скорострельный пистолет, 25 м, личное первенство)
- Серебряный призёр:
  - 2001, 2003 (скорострельный пистолет, 25 м, командное первенство)
- Бронзовый призёр:
  - 1999 (скорострельный пистолет, 25 м, командное первенство)
  - 2007 (скорострельный пистолет, 25 м, личное первенство)

## Награды
- Орден Почёта (19 апреля 2001) — за большой вклад в развитие физической культуры и спорта, высокие спортивные достижения на Играх ХХVII Олимпиады 2000 года в Сиднее[38]
- Медаль ордена «За заслуги перед Отечеством» II степени (2005) — 'за большой вклад в развитие физической культуры и спорта, высокие спортивные достижения на Играх XXVIII Олимпиады 2004 года в Афинах[39]
- Заслуженный мастер спорта России (2000)[4]
- Медаль «Слава Адыгеи» (2000)[4]

### Профили
- Алифиренко Сергей Геннадьевич. Спортивная Россия. Дата обращения: 17 августа 2021.
- Sergei ALIFIRENKO. Международная федерация спортивной стрельбы. Дата обращения: 17 августа 2021.

### Пресс-материалы
- Екатерина Пензева. Огневой рубеж. История побед олимпийского чемпиона по пулевой стрельбе Сергея Алифиренко. Советская Адыгея (23 января 2019). Дата обращения: 6 августа 2021.
- Анна Владимирова. Сергей Алифиренко: «Побеждать интересно сильных». Труд-7 (30 ноября 2000). Дата обращения: 6 августа 2021.
- Лана Солнцева. Сергей Алифиренко: «Никто из моих учеников не стал убийцей». Новые известия (23 сентября 2004). Архивировано 8 марта 2016 года.
- Игорь Рабинер. Сорок один год и сорок секунд подполковника Алифиренко. Часть 1. // Спорт-Экспресс : газета. — 2000. — 22 сентября (№ 217 (2413)). — С. 1.
- Игорь Рабинер. Сорок один год и сорок секунд подполковника Алифиренко. Часть 2. // Спорт-Экспресс : газета. — 2000. — 22 сентября (№ 217 (2413)). — С. 8.